# Lista najwyższych budynków w Minneapolis
Minneapolis jest miastem w USA w pobliżu wielkich jezior. Jest to duże miasto ze sporą liczbą wieżowców. Jest ich tu 31. Budowa jednego trwa. Zatwierdzona jest budowa kilku następnych. Nie ma tu wieżowców superwysokich, ale mimo to kilka z nich znajduje się na liście najwyższych w USA. 

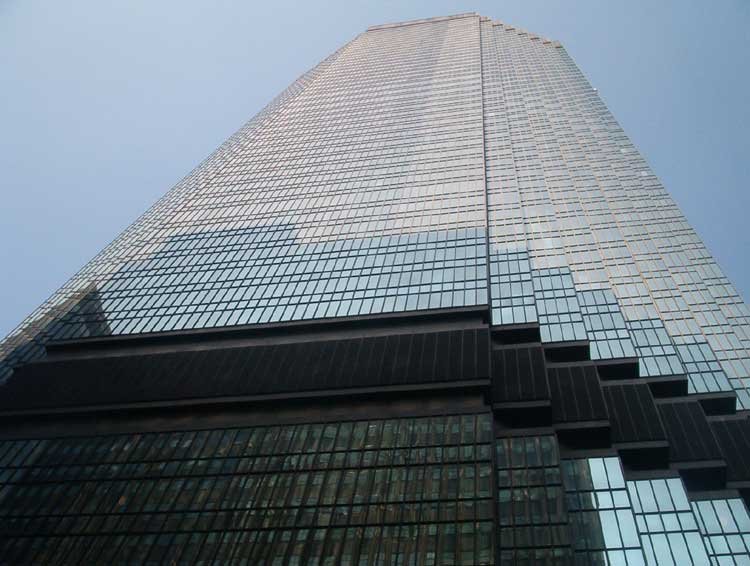
IDS Tower

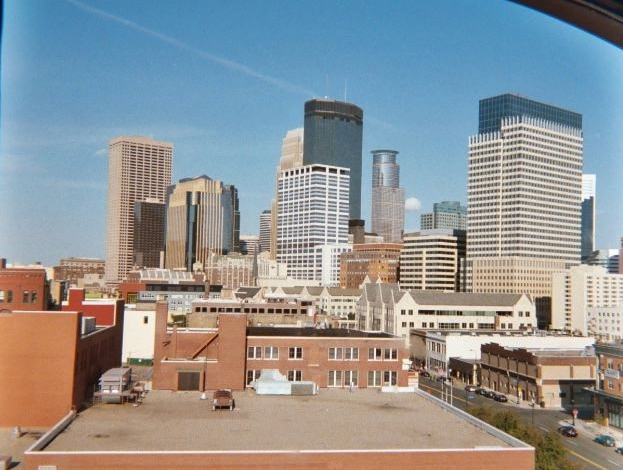
Centrum Minneapolis

## 10 najwyższych budynków
| Ranking | Budynek                | Wysokość strukturalna | Liczba pięter | Rok budowy |
| ------- | ---------------------- | --------------------- | ------------- | ---------- |
| 1.      | IDS Tower              | 241 m                 | 55            | 1973       |
| 2.      | 225 South Sixth        | 237 m                 | 56            | 1992       |
| 3.      | Wells Fargo Center     | 236 m                 | 57            | 1988       |
| 4.      | 33 South Sixth         | 204 m                 | 52            | 1982       |
| 5.      | Campbell Mithun Tower  | 177 m                 | 42            | 1985       |
| 6.      | US Bank Plaza I        | 171 m                 | 41            | 1981       |
| 7.      | Eleven on the river    | 168 m                 | 44            | 2022       |
| 8.      | Dain Rauscher Plaza    | 164 m                 | 40            | 1992       |
| 9.      | RBC Gateway            | 158 m                 | 38            | 2022       |
| 10.     | Fifth Street Towers II | 153 m                 | 36            | 1988       |